# بايي (تايباد)
بایي هي إحدى القرى التابعة لـ ريف بالا ولايت في قسم باخرز من مقاطعة تايباد، في محافظة خراسان رضوي الإيرانية.

## السكان
- حسب إحصاءات سنة 2006، بلغ إجمالي السكان في هاذهي القرية الإيرانية 374 نسمة وعدد المساكن 72 مسكن.[1]

## وصلات خارجية
- إدارة مقاطعة تايباد
- بلدية تايباد
- إدارة تعليم تايباد